# Aton (Spiel)
Aton ist ein 2005 bei Queen Games erschienenes Spiel für 2 Spieler von Thorsten Gimmler. 

## Inhalt
- 1 sechsteiliger Spielplan
- 72 Spielkarten, je 36 blaue und rote mit den Werten 1 bis 4 (je 9)
- 58 Priester, je 29 blaue und rote runde Holzscheiben
- 2 weiße Tauschsteine (zum Tausch der 4 Handkarten einmal pro Spiel)
- je 1 blauer und roter Zählstein
- Spielanleitung, 4 mehrfarbige Seiten

## Beschreibung
Die Spieler übernehmen die Rolle der Hohen Priester der konkurrierenden ägyptischen Gottheiten Aton und Amun, die nach der Thronbesteigung Echnatons (14. Jahrhundert v. Chr.) um die Vormachtstellung in Ägypten kämpfen. Der Spielplan zeigt 4 Tempel in Theben. Jeder Spieler versucht entweder 40 Siegpunkte zu erzielen, alle Felder eines Tempels oder alle gelben bzw. grünen Felder in den 4 Tempeln zu besetzen. Zu Beginn jedes Zuges legt jeder Spieler 4 seiner Spielkarten verdeckt an den 4 Kartuschen seiner Spielfeldseite an. Anschließend werden die 4 Kartuschen ausgewertet:
- 1. Kartusche: Wer die höhere abgelegt hat erhält die doppelte Differenz der beiden Karten als Siegpunkte.
- 2. Kartusche: Wer hier die geringerwertige Karte abgelegt hat, beginnt bei der Auswertung der 3. und 4. Kartusche und darf Steine aus den Tempeln entfernen. Entfernte Steine kommen ins Totenreich.
- 3. Kartusche: Hier wird festgelegt in welchen Tempeln Steine entfernt bzw. hinzugefügt werden dürfen.
- 4. Kartusche: Die hier angelegte Karte bestimmt wie viele Steine in die durch die 3. Kartusche festgelegten Tempel gelegt werden. Können mehr Steine abgelegt werden als freie Plätze in den Tempeln vorhanden sind, kommen überzählige ins Totenreich.

Sobald im Totenreich alle 8 Felder belegt sind kommt es zu einer Wertung. Dann werden Siegpunkte nach unterschiedlichen Kriterien verteilt. Anschließend entfernen die Spieler abwechselnd 4 eigene Steine aus den Tempeln und erhalten ihre Steine aus dem Totenreich zurück. 
Das Spiel endet sobald eine der 4 Siegbedingungen erfüllt ist.

## Spielkritiken
- Spielbox Ausgabe 4/06: (Kurzkritik)